# Občina Podlehnik
Občina Podlehnik je ena od občin v Republiki Sloveniji.
Občina Podlehnik leži na severozahodnem delu vinorodnih Haloz. Ozemlje občine Podlehnik je izredno razgibano in so zanj značilna strma pobočja. Razprostira se na 46 km2 vinogradnih Haloz.

## Naselja v občini
Dežno pri Podlehniku, Gorca, Jablovec, Kozminci, Ložina, Podlehnik, Rodni Vrh, Sedlašek, Spodnje Gruškovje, Stanošina, Strajna, Zakl, Zgornje Gruškovje